# Liste der Monuments historiques in Durnes
Die Liste der Monuments historiques in Durnes führt die Monuments historiques in der französischen Gemeinde Durnes auf.

## Liste der Objekte
| Bezeichnung        | Beschreibung                                                                     | Standort                          | Kennzeichnung | Schutzstatus | Datum | Bild |
| ------------------ | -------------------------------------------------------------------------------- | --------------------------------- | ------------- | ------------ | ----- | ---- |
| Ziborium           | Silber, zwischen 1809 und 1819, Goldschmiedin Marguerite Hoguet                  | in der Kirche St-Hyppolite (Lage) | PM25001776    | Inscrit      | 2005  |      |
| Kelch              | Silber, vergoldet, bezeichnet 1844, Goldschmied François-Philibert-Marie Calliat | in der Kirche St-Hyppolite (Lage) | PM25001777    | Inscrit      | 2005  |      |
| Reliquienmonstranz | Silber, zwischen 1819 und 1838, Goldschmied Jacques-Alexandre Basnier            | in der Kirche St-Hyppolite (Lage) | PM25001778    | Inscrit      | 2005  |      |